# Aphis pilosellae
Aphis pilosellae är en insektsart som först beskrevs av Carl Julius Bernhard Börner 1952.  Aphis pilosellae ingår i släktet Aphis och familjen långrörsbladlöss. Arten är reproducerande i Sverige. Inga underarter finns listade i Catalogue of Life.